# Friesachi dénár

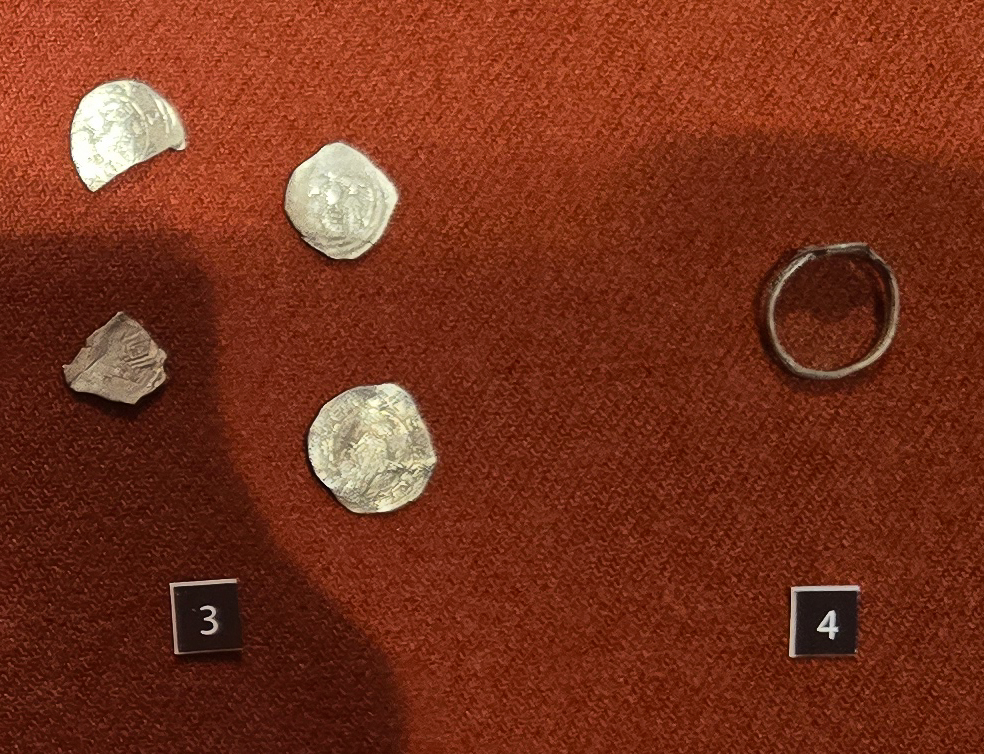
Friesachi dénár a tatárjárás korából a Nagyváradi Városi Múzeumban

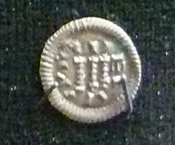
II. Béla dénárja

A friesachi dénár (németül: Friesacher Pfennig vagy röviden Friesacher) egy kedvelt középkori ezüstpénz, egyike a mai Ausztria területén vert legismertebb fizetőeszközöknek. Nevét a karintiai Friesach városáról kapta.

## Nehéz dénár
Egy ezüstbánya közelében 1125 körül pénzverdét alapított Salzburg érseke, és 15 latos (ez egyenértékű 937,5 ‰ ezüsttartalommal) ezüstdénárokat veretett. A pénzverés alapsúlya a friesachi márka (239 g), ebből 200 dénárt vertek 1,2 g átlagtömeggel. A XII. század második felében az érme előlapján leggyakrabban az érseket, hátlapján két templomtoronycsúcsot ábrázoltak. A korabeli dénárveretekkel összevetve a friesachiak finomsága magasnak számít. Népszerűségük miatt sokfelé másolták: Karintia, Stájerország, Horvátország pénzverdéiben is vertek friesachi mintára dénárt. Kedvelt kereskedelmi pénz volt az Észak-Balkánon, amit a volt jugoszláv államok és a keleti Duna-medence területén előkerült leletek is igazolnak.

## Könnyű dénár
Népszerűségének csúcsán, a XIII. század első felében 14-latos (875 ‰) érméket vertek. Akkor 245 dénáros lett a pénzláb és 0,99 grammos az átlagtömeg. Az érmét széles körben másolták, legismertebbek az Aquileia urai által vert utánzatok, melyet Görz grófjai és Karintia hercegei is vertek. A gyenge utánzatok a tömeg és a finomság általános csökkenéséhez vezettek. Az utolsó friesachi dénárokat a XIV. század közepén verték 0,8 grammnál is kisebb tömeggel és 700 ‰-nél gyengébb finomsággal.
Magyarországon II. András idejében terjedt el délnyugati irányból, Meránia felől többek között felesége, Gertrudis hatására. A friesachi dénárok kezdték kiszorítani a többszörösen lerontott értékű magyar vereteket, amely a királyi bevételeket veszélyeztette. A király a dénárok beváltásának kötelezővé tételével próbálkozott védekezni, de – mivel egyre több birtokosnak adott ez alól felmentést – nem járt sikerrel. A kamarajövedelmek vészesen lecsökkentek, az udvartartás és a zsoldossereg fenntartása viszont költséges volt, mindez végül államcsődhöz vezetett. András újabb adók kivetésével próbálkozott, ez azonban az Aranybulla-mozgalomban testet öltő ellenállásba ütközött. Végül úgy tudott jövedelemre szert tenni, hogy friesachi mintára, de kisebb ezüsttartalommal (750 ‰) veretett (azaz hamisíttatott) dénárokat.

### Tótkomlósi lelet
2017-ben az orosházi Nagy Gyula Területi Múzeum munkatársai 645 pénzérméből álló leletre bukkantak Tótkomlós határában. A pénzérmék közt 620 friesachi dénár, II. Géza 22 darab Árpád-kori érméje és egy angol penny is volt Földnélküli János idejéből. 1919-ben két helyi lakos szántás során több száz pénzérmét talált ugyanitt, melyek közül 235 érmét sikerült a korabeli házkutatás során lefoglalnia a hatóságoknak. A kincset valószínűleg az 1240-es években rejtették el Kopács-pusztán.